# Amloh
Amloh là một thành phố và là nơi đặt hội đồng đô thị (municipal council) của quận Fatehgarh Sahib thuộc bang Punjab, Ấn Độ.

## Địa lý
Amloh có vị trí 30°37′B 76°14′Đ / 30,61°B 76,23°Đ Nó có độ cao trung bình là 259 mét (849 feet).

## Nhân khẩu
Theo điều tra dân số năm 2001 của Ấn Độ, Amloh có dân số 12.686 người. Phái nam chiếm 54% tổng số dân và phái nữ chiếm 46%. Amloh có tỷ lệ 70% biết đọc biết viết, cao hơn tỷ lệ trung bình toàn quốc là 59,5%: tỷ lệ cho phái nam là 74%, và tỷ lệ cho phái nữ là 65%. Tại Amloh, 12% dân số nhỏ hơn 6 tuổi.